# Centurio senex
Centurio senex är en däggdjursart som beskrevs av John Edward Gray 1842. Centurio senex placeras som ensam art i släktet Centurio som ingår i familjen bladnäsor. IUCN kategoriserar arten globalt som livskraftig. Enligt Catalogue of Life finns inga underarter listade men vissa auktoriteter särskiljer på underarten C. s. greenhalli som är något större och uppvisar ett antal andra morfologiska skillnader.
Det vetenskapliga släktnamnet Centurio är latin och betyder "hundra". Artepitet senex är likaså latin och betyder "gammal man/person". Namnen valdes på grund av fladdermusens ansikte som påminner om en hundra år gammal skrynklig person. Tillägget för underarten C. s. greenhalli hedrar Arthur M. Greenhall som fångade den individ som användes för artens vetenskapliga beskrivning (holotyp).

## Utseende
Individerna når en kroppslängd (huvud och bål) av 55 till 70 mm, en underarmlängd av 41 till 47 mm och en vikt av 17 till 28 g. Den rudimentära svansen är inte synlig utanför kroppen. Pälsen har på ovansidan en chokladbrun, mörkbrun eller gulbrun färg och undersidan är vanligen ljusare. På varje axel finns en vit fläck. Kännetecknande för arten är det korta, breda och nakna ansiktet. Det har många hudveck och knölar. Däremot finns inget typiskt blad på näsan som förekommer hos de flesta andra medlemmar av familjen.
Arten har gulaktiga öron och jämförelsevis stora ögon. Den delen av flygmembranen som ligger mellan bakbenen (uropatagium) är lång och täckt med hår.

## Utbredning och habitat
Denna fladdermus förekommer i Central- och norra Sydamerika från Mexikos kustområden till norra Colombia och norra Venezuela. Arten lever även på Trinidad och Tobago. Den vistas i låglandet och i bergstrakter upp till 1400 meter över havet. Habitatet varierar mellan städsegröna och lövfällande skogar. Centurio senex besöker även odlade regioner, trädgårdar och stadsparker.

## Ekologi
Individerna vilar i träd eller i täta ansamlingar av blad och klätterväxter. Vanligen vilar två eller tre individer tillsammans. Honor med ungdjur bildar flockar som är skilda från hanarna. Arten täcker huvudet med flygmembranen när den sover. Den lämnar gömstället kort efter solnedgången för att leta efter föda. Denna fladdermus äter frukter eller dricker frukternas juice. De hudveck som finns i ansiktet används troligen för att leda vätskan till munnen. Per kull föds en unge.